# Мундо-Пердидо
Мундо-Пердидо (исп. Mundo Perdido, буквально — «Затерянный мир») — крупнейший комплекс доклассического периода в древнем городе майя Тикаль. Мундо-Пердидо получил своё название благодаря археологам из университета Пенсильвании.
Комплекс был организован как большой астрономический комплекс, состоящий из пирамиды-обсерватории, выровненной площадкой на востоке с тремя храмами. На территории имеются и захоронения майя. Пирамида Мундо-Пердидо (5C-54), высотой 31 м и шириной основания 67 м, доминирует в комплексе.
Комплекс на протяжении своей истории (приблизительно VII век до н.э) много раз перестраивался. К 250—300 гг. н. э. на его архитектурный стиль был Талуд-Таблеро, возможно, под влиянием Теотиуакана. В ранний классический период (до 600 года) Мундо-Пердидо и Северный Акрополь были основными центрами Тикаля. В III—V вв нашей эры Мундо-Пердидо, возможно, был элитным некрополем, местом захоронения семей правителей. К 900 году Мундо-Пердидо был уже оставлен.
Первые упоминания испанцев о Тикале относятся к XVII веку. В 1848 году была организована первая научная экспедиция для исследования городища. Мундо-Пердидо же был в основном изучен уже в 1970-е гг гватемальскими археологами и учёными из Пенсильвании. В 1979-1985 гг по проекту Proyecto Nacional Tikal были восстановлены Пирамида Мундо-Пердидо (5C-54), и Храм Талуд-Таблеро, а территория очищена от зарослей. Было установлено, что восточная лестница пирамиды 5C-54 была точкой наблюдения, а три первоначальных храма на Восточной платформе (5D-84, 5D-86 и 5D-88) служили ориентирами, используемыми для наблюдения за восходом солнца и определением дней  равноденствия и солнцестояния.
В настоящее время Мундо-Пердидо популярно у посещающих Тикаль туристов, наряду с Площадью семи храмов и Северным акрополем.

## Галерея

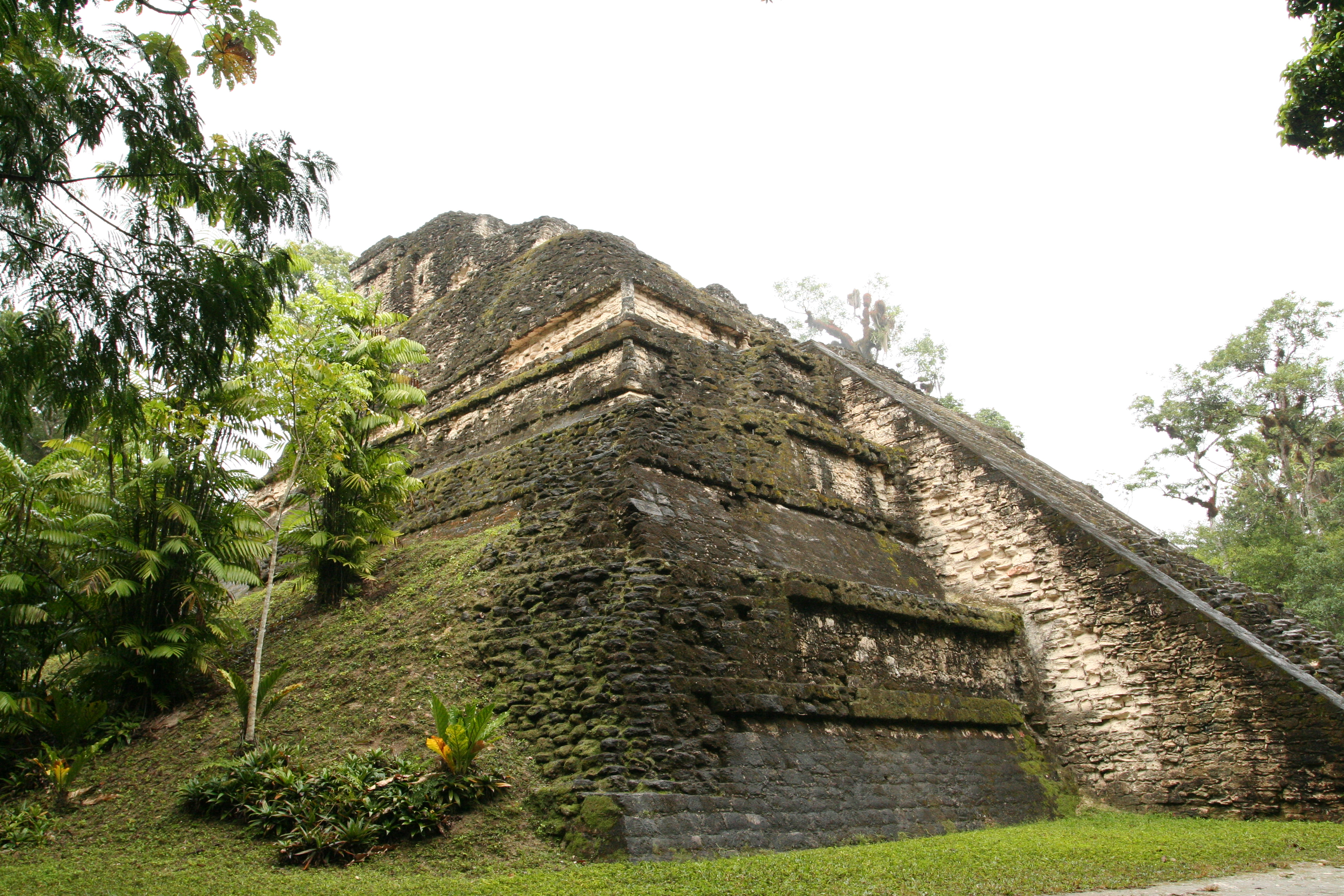
Храм Талуд-Таблеро
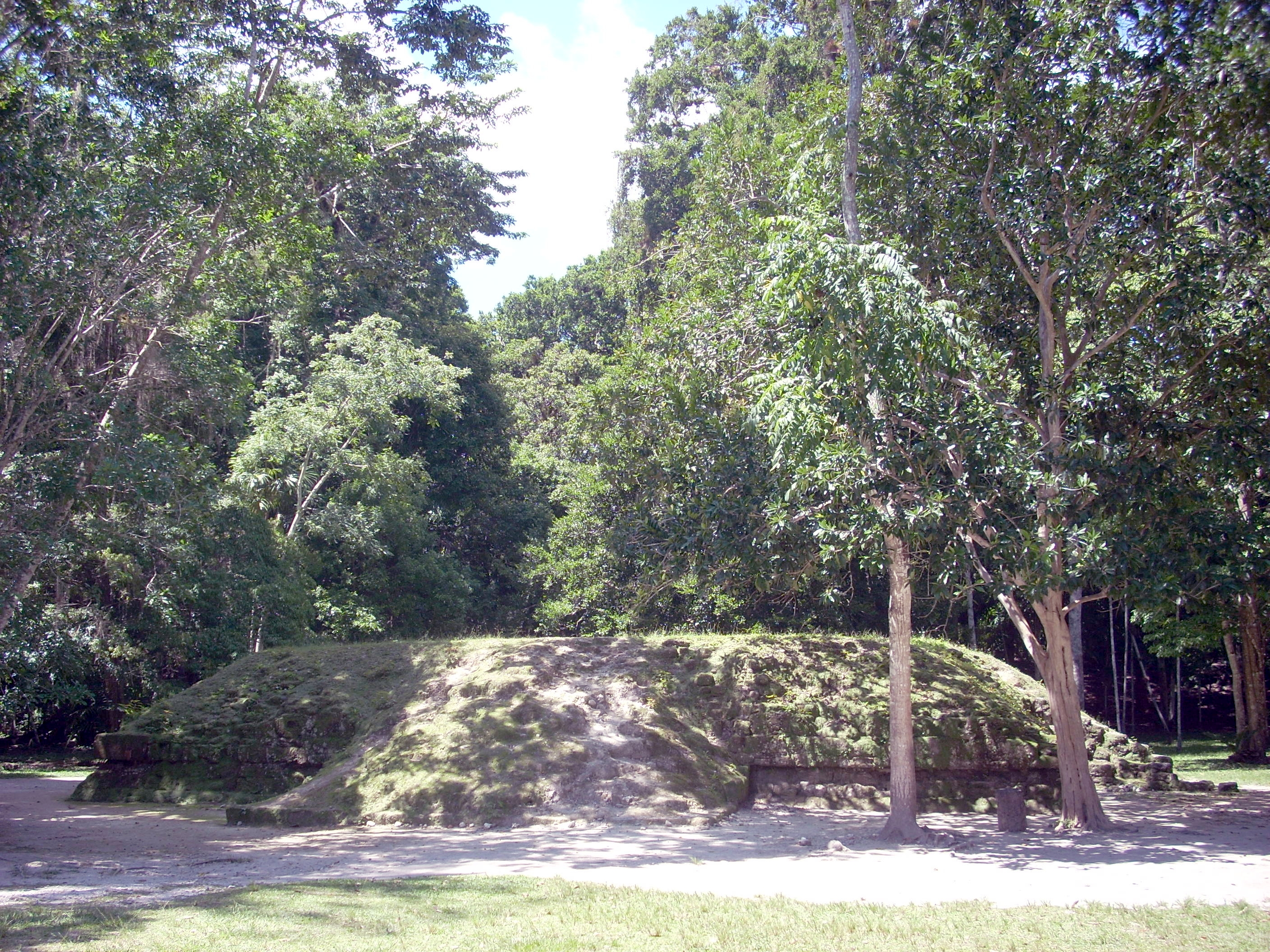
Структура 5C-53
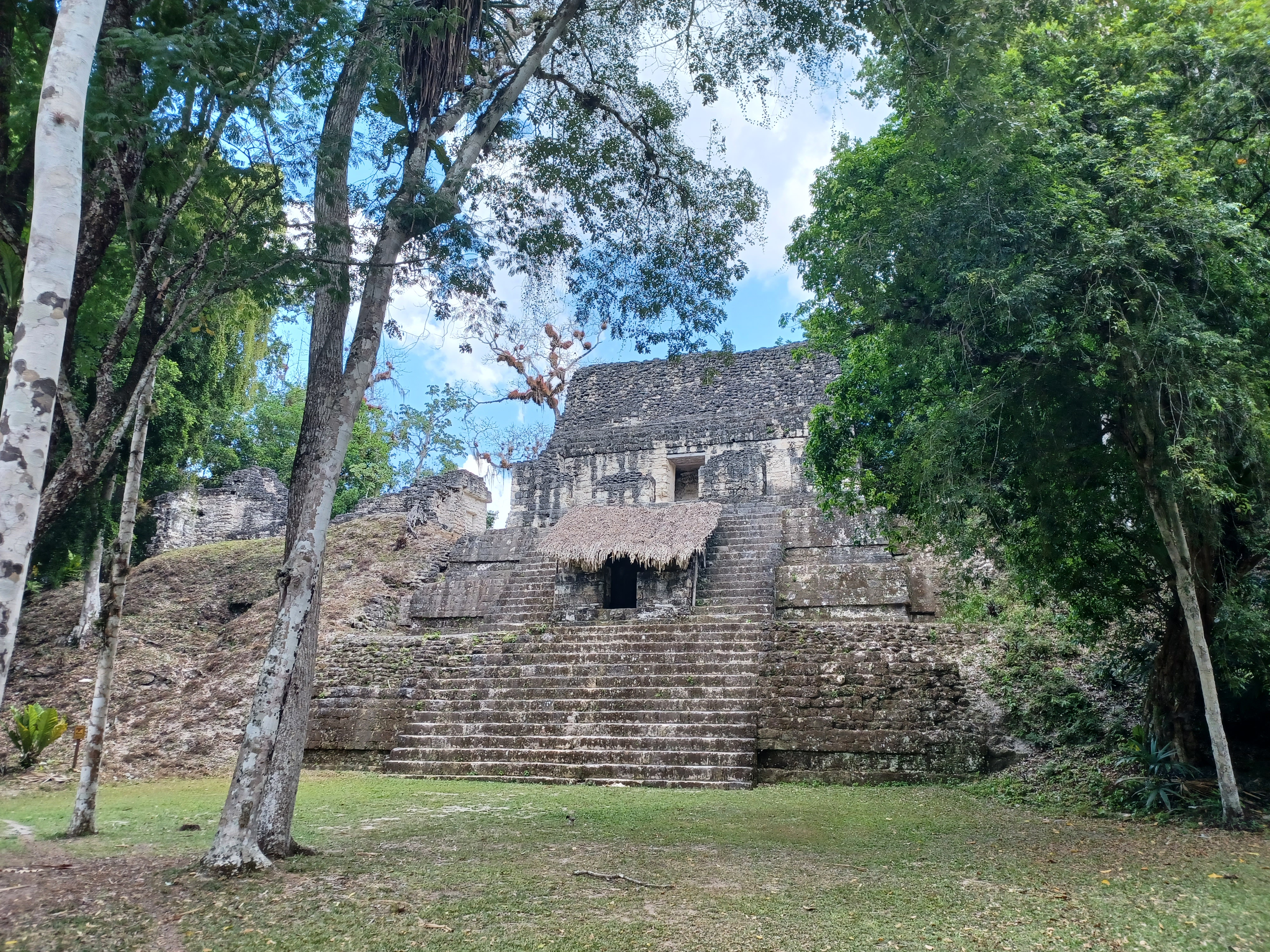
Храм Черепов (5D-87)
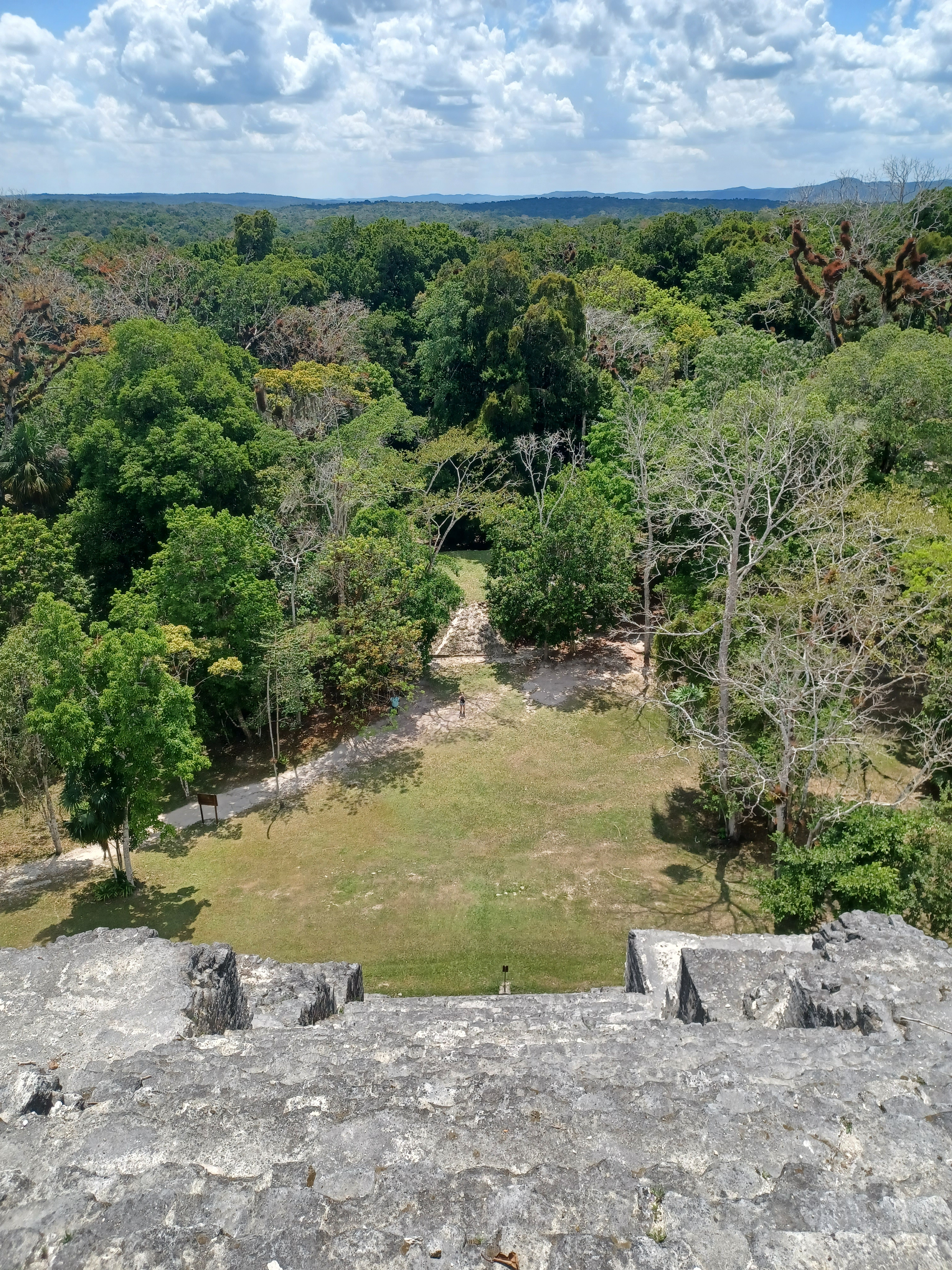
Вид с главной пирамиды